# IBM 인포믹스
IBM 인포믹스(IBM Informix)는 여러 관계형 데이터베이스 관리 시스템(RDBMS)에 중심을 둔 IBM의 정보 관리 부문의 제품 계열이다. 인포믹스 제품들은 원래 인포믹스 코퍼레이션에 의해 개발되었으며 인포믹스 소프트웨어는 2001년 IBM에 인수되었다. 2016년 9월, IBM과 인도의 다국적 IT 서비스 회사 HCL 테크놀로지스(제품 및 플랫폼 부문)는 제품의 공동 개발, 지원 및 마케팅에 대해 장기간의 15년 파트너십을 맺는 것을 동의하였다.
IBM은 주요 인포믹스 제품들의 활발한 개발, 마케팅을 계속해나가고 있으며 현재 버전(14.10)은 기능과 성능에 따라 여러 제품 에디션을 구성하고 있다. 인포믹스 데이터베이스는 소매업, 금융, 에너지, 제조, 교통 부문의 트랜잭션 처리가 많은 수많은 OLTP 애플리케이션들에 사용된다.
인포믹스 서버는 객체 관계형 모델을 지원하며 이를 통해 IBM이 SQL 표준이 아닌 자료형을 지원하는 확장 기능을 제공할 수 있게 되었다.